# The Annex
The Annex est un quartier du centre-ville de Toronto, dans la province de l'Ontario, au Canada. Il s'étend sur une surface délimitée par les rues Bloor au sud, Dupont au nord, Bathurst à l'ouest et Avenue Road à l'est. Néanmoins, ses frontières officielles, telles que définies par la ville de Toronto, s'étendent sur une zone plus vaste, délimitée par la rue Bloor au sud, la rue Christie à l'ouest, la ligne de chemin de fer CNR/CPR au nord et la rue Yonge à l'est. Ce qui a pour effet d'inclure Seaton Village ou encore Yorkville. Au sud, The Annex est bordé par l'université de Toronto.
The Annex est un quartier résidentiel aisé avec une population cultivée. D'après le recensement de 2006, The Annex compte 15 602 habitants avec un revenu moyen de 63 636 dollars, ce qui est bien au-dessus du revenu moyen de la métropole torontoise. La langue anglaise y est largement majoritaire. Traditionnellement de nombreux universitaires y ont résidé.

## Architecture

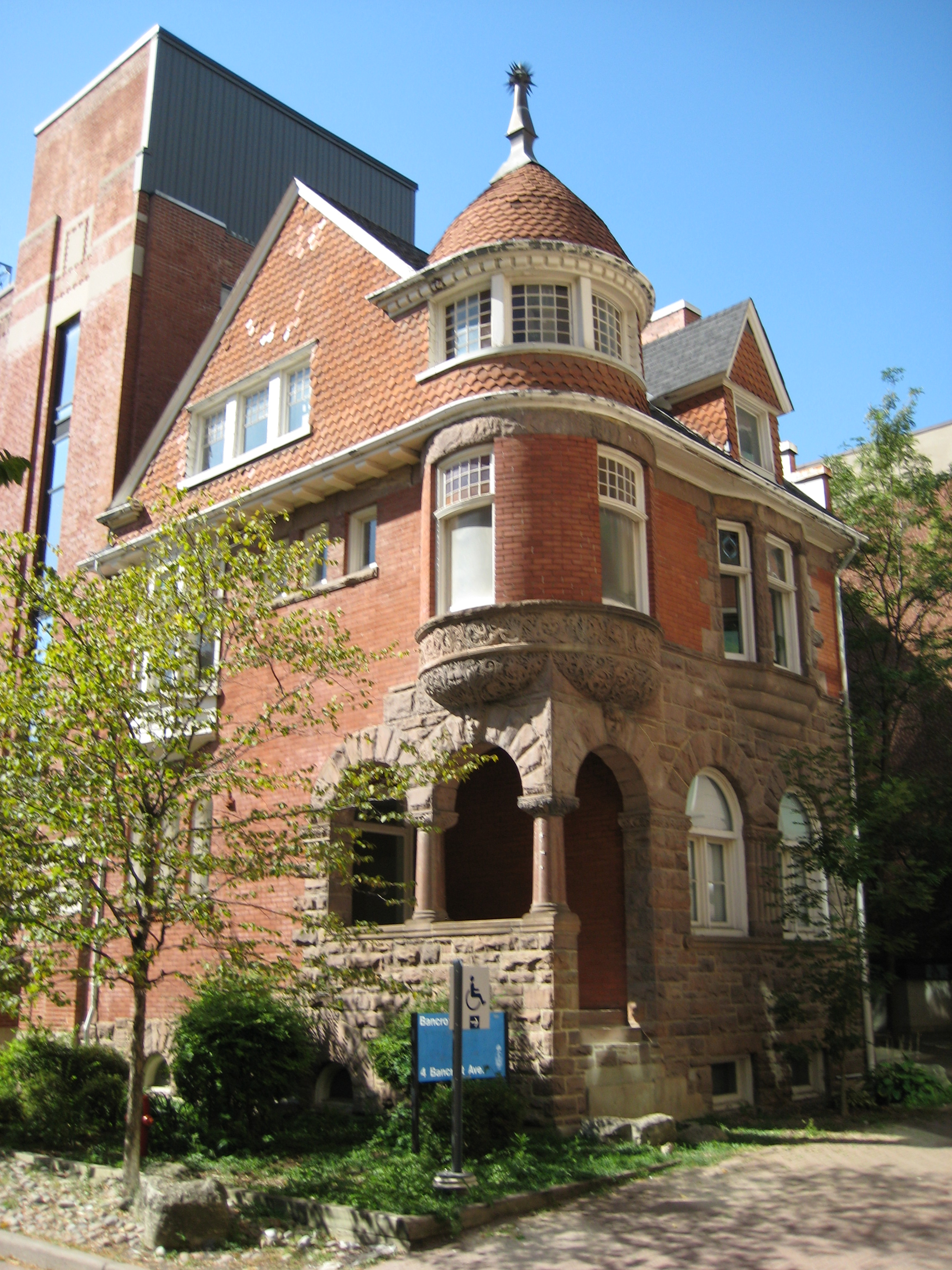
Une demeure de style Annex sur le campus de l'université de Toronto

Il s'agit d'un quartier résidentiel principalement composé de rues à sens unique bordées par des rangées d'arbres, des maisons et hôtels particuliers de styles victorien et édouardien. La plupart de ces demeures ont été construites entre 1880 et le début du XXe siècle. Au cours des années 1950 et 1960, le quartier accueillit un afflux d'immigrants hongrois après la répression de l'insurrection de Budapest.
Le tronçon de la rue Bloor entre les rues St. George et Bathurst est commerçant et particulièrement vivant. On y trouve une vaste offre de services allant des restaurants haut de gamme à des magasins de discount comme Honest Ed's.
The Annex abrite de nombreuses maisons d'un style architectural que l'on retrouve uniquement à Toronto et qui fut populaire parmi les classes supérieures à la fin du XIXe siècle. Des exemples de ces habitations sont également visibles dans les anciens quartiers de la haute bourgeoisie le long de la rue Jarvis et de la rue Sherbourne, ainsi qu'à l'intérieur du campus de l'université de Toronto. La majorité de ces demeures se situent sur le territoire de The Annex, c'est pourquoi ce style est connu sous le nom de Annex style house.
La paternité de ce style est attribuée à l'architecte Edward James Lennox. Les plans imaginés en 1887 pour la maison de l'entrepreneur Lewis Lukes, située au 37 Madison Avenue furent à l'origine d'un style qui fut imité et modifié au cours des deux décennies qui suivirent.
Les maisons de style Annex empruntent des éléments architecturaux au style roman richardsonien et au style Queen Anne. Les maisons de style Annex présentent de grandes arches arrondies de style romanesque accompagnées d'éléments décoratifs de style Queen Anne comme des tourelles. Les bâtiments sont majoritairement construits avec des briques, mais peuvent néanmoins incorporer du grès de la Credit Valley. Construites pour des populations aisées, ces habitations sont de grandes dimensions.

## Transports publics
The Annex est bien desservi par les transports publics. En particulier, de nombreuses stations du métro de Toronto se situent sur son territoire : Bathurst, Bay, Bloor-Yonge, Christie, Dupont, St. Georges et Spadina. Des lignes de tramway empruntent la rue Bathurst et l'avenue Spadina, et des bus circulent sur les rues Christie et Dupont.

## Sources
- (en) Cet article est partiellement ou en totalité issu de l’article de Wikipédia en anglais intitulé « The Annex » (voir la liste des auteurs).